# Кубок России по регби 2010
Кубок России по регби 2010 — российское соревнование по регби, проводимое Союзом регбистов России (СРР) среди регбийных клубов России.
В сезоне 2009 года СРР не проводил Кубок России из-за участия сборной в отборочных матчах Кубка мира, поэтому Кубок России 2009 года был перенесен на апрель 2010 года в Крымск.

## Регламент
Команды разбиты на две группы. В группу «А» вошли команды ВВА-Подмосковье (Монино), Слава (Москва), Империя (Пенза). Группу «Б» составили команды Енисей-СТМ (Красноярск), Красный Яр (Красноярск) и Спартак-ГМ (Москва). Матчи в группах пройдут 21, 24 и 27 апреля в Крымске. По две команды выходят в полуфинал. Матчи 1/2 состояться 30 апреля также в Крымске. В случае если в финал выйдут две красноярские команды — решающий матч сыграют 9 мая в Красноярске. При любом другом исходе полуфиналов — финал пройдет 9 мая в Москве.

## Группа А
| Команда         | И | В | Н | П | РИО    | О |
| --------------- | - | - | - | - | ------ | - |
| ВВА-Подмосковье | 2 | 2 | 0 | 0 | 111-19 | 8 |
| Слава-ШВСМ      | 2 | 1 | 0 | 1 | 29-50  | 5 |
| Империя         | 0 | 0 | 0 | 2 | 3-74   | 2 |

| 21 апреля 2010                                                                              | \| Слава-ШВСМ \| 10:3 (7:0) \| Империя \| \| попытка - Андрей Хворостяной; реализация - Евгений Быстряков; штрафной - Евгений Быстряков. \| Голы \| штрафной - Сергей Ножкин. \| | СК Гигант, Крымск         |
| Слава-ШВСМ                                                                                  | 10:3 (7:0) | Империя                   |
| попытка - Андрей Хворостяной; реализация - Евгений Быстряков; штрафной - Евгений Быстряков. | Голы | штрафной - Сергей Ножкин. |

| 24 апреля 2010 | \| ВВА-Подмосковье \| 47:19 (40:0) \| Слава-ШВСМ \| \| попытки - Михаил Бабаев, Андрей Кузин (2), Владислав Коршунов, Игорь Ключников, Олег Кобзев, Александр Войтов; реализации - Юрий Кушнарёв (6) \| Голы \| попытки - Роман Борисов, Никита Зингалёв, Сергей Сугробов; реализации - Евгений Быстряков (2) \| | СК Гигант, Крымск                                                                             |
| ВВА-Подмосковье | 47:19 (40:0) | Слава-ШВСМ                                                                                    |
| попытки - Михаил Бабаев, Андрей Кузин (2), Владислав Коршунов, Игорь Ключников, Олег Кобзев, Александр Войтов; реализации - Юрий Кушнарёв (6) | Голы | попытки - Роман Борисов, Никита Зингалёв, Сергей Сугробов; реализации - Евгений Быстряков (2) |

| 27 апреля 2010 | \| Империя \| 0:63 \| ВВА-Подмосковье \| \| \| Голы \| попытки - Евгений Матвеев, Виктор Гресев (3), Юрий Кушнарёв, Алексей Котруцэ (3), Михаил Бабаев (2), Олег Кобзев; реализации - Александр Янюшкин (2), Юрий Кушнарёв, Виктор Гресев \| | СК Гигант, Крымск |
| Империя        | 0:63 | ВВА-Подмосковье |
|                | Голы | попытки - Евгений Матвеев, Виктор Гресев (3), Юрий Кушнарёв, Алексей Котруцэ (3), Михаил Бабаев (2), Олег Кобзев; реализации - Александр Янюшкин (2), Юрий Кушнарёв, Виктор Гресев |

## Группа Б
| Команда    | И | В | Н | П | РИО    | О |
| ---------- | - | - | - | - | ------ | - |
| Енисей-СТМ | 2 | 2 | 0 | 0 | 134-17 | 8 |
| Красный Яр | 2 | 1 | 0 | 1 | 66-31  | 5 |
| Спартак-ГМ | 2 | 0 | 0 | 2 | 6-158  | 2 |

| 21 апреля 2010 | \| Красный Яр \| 52:3 (21:0) \| Спартак-ГМ \| \| попытки - Игорь Галиновский, Андрей Гарбузов, Александр Гвоздовский (2), Харри де ла Тур (2), Киран Колл, Андрей Лугин; реализации - Ник МакЛеннан (6) \| Голы \| штрафной - Купреишвили \| | СК Гигант, Крымск      |
| Красный Яр | 52:3 (21:0) | Спартак-ГМ             |
| попытки - Игорь Галиновский, Андрей Гарбузов, Александр Гвоздовский (2), Харри де ла Тур (2), Киран Колл, Андрей Лугин; реализации - Ник МакЛеннан (6) | Голы | штрафной - Купреишвили |

| 24 апреля 2010            | \| Спартак-ГМ \| 3:106 (3:54) \| Енисей-СТМ \| \| штрафной - Роман Кокорин. \| Голы \| попытки - Евгений Проненко, Павел Бутенко, Николай Серков (2), Алексей Коробейников, Игорь Курашов (2), Юрий Баранов, Павел Новиков (2), Андрей Темнов, Денис Молочный (2), Никита Трофимов, Никита Ильенко (2); реализации - Дмитрий Герасимов (6), Павел Новиков (7) \| | СК Гигант, Крымск |
| Спартак-ГМ                | 3:106 (3:54) | Енисей-СТМ |
| штрафной - Роман Кокорин. | Голы | попытки - Евгений Проненко, Павел Бутенко, Николай Серков (2), Алексей Коробейников, Игорь Курашов (2), Юрий Баранов, Павел Новиков (2), Андрей Темнов, Денис Молочный (2), Никита Трофимов, Никита Ильенко (2); реализации - Дмитрий Герасимов (6), Павел Новиков (7) |

| 27 апреля 2010 | \| Енисей-СТМ \| 28:14 (5:7) \| Красный Яр \| \| попытки - Андрей Темнов, Павел Новиков, Максим Лифонтов; реализации - Павел Новиков (2); штрафные - Павел Новиков, Максим Лифонтов; дроп-гол - Сергей Кузьменко \| Голы \| попытки - Ник МакЛеннан, штрафная; реализации - Ник МакЛеннан (2) \| | СК Гигант, Крымск                                                 |
| Енисей-СТМ | 28:14 (5:7) | Красный Яр                                                        |
| попытки - Андрей Темнов, Павел Новиков, Максим Лифонтов; реализации - Павел Новиков (2); штрафные - Павел Новиков, Максим Лифонтов; дроп-гол - Сергей Кузьменко | Голы | попытки - Ник МакЛеннан, штрафная; реализации - Ник МакЛеннан (2) |

## 1/2 финала
| 30 апреля 2010 | \| Енисей-СТМ \| 34:6 (20:0) \| Слава-ШВСМ \| \| попытки - Сергей Кузьменко, Никита Трофимов, Валерий Игнатьев, Андрей Темнов, Алексей Коробейников; реализации - Павел Новиков (3); штрафной - Павел Новиков \| Голы \| штрафной - Евгений Быстряков; дроп-гол - Сергей Сугробов \| | СК Гигант, Крымск                                        |
| Енисей-СТМ | 34:6 (20:0) | Слава-ШВСМ                                               |
| попытки - Сергей Кузьменко, Никита Трофимов, Валерий Игнатьев, Андрей Темнов, Алексей Коробейников; реализации - Павел Новиков (3); штрафной - Павел Новиков | Голы | штрафной - Евгений Быстряков; дроп-гол - Сергей Сугробов |

| 30 апреля 2010 | \| ВВА-Подмосковье \| 55:20 (31:8) \| Красный Яр \| \| попытки - Кирилл Кушнарёв, Виктор Гресев (2), Алексей Котруцэ (3), Михаил Бабаев, Андрей Кузин, Игорь Ключников; реализации - Александр Янюшкин (2), Юрий Кушнарёв (3) \| Голы \| попытки - Максим Усков, Андрей Келлер, Харри де ла Тур; реализация - Андрей Отроков; штрафной - Андрей Отроков \| | СК Гигант, Крымск                                                                                              |
| ВВА-Подмосковье | 55:20 (31:8) | Красный Яр |
| попытки - Кирилл Кушнарёв, Виктор Гресев (2), Алексей Котруцэ (3), Михаил Бабаев, Андрей Кузин, Игорь Ключников; реализации - Александр Янюшкин (2), Юрий Кушнарёв (3) | Голы | попытки - Максим Усков, Андрей Келлер, Харри де ла Тур; реализация - Андрей Отроков; штрафной - Андрей Отроков |

## Финал
| 2010-05-09 | ВВА-Подмосковье                                                                                         | 36:3 (17:3) | Енисей-СТМ              | стадион ВВА им. Ю.А.Гагарина, Монино |
| 2010-05-09 | Попытки: Коршунов Гресев Фатахов Артемьев Бабаев Реализации: Кушнарев (3) А. Янюшкин Штрафные: Кушнарев | Отчет       | Штрафные: Павел Новиков | стадион ВВА им. Ю.А.Гагарина, Монино |